# Salvatore Giuliano
Salvatore Giuliano (Montelepre, 16 de noviembre de 1922 - Castelvetrano, 5 de julio de 1950) fue un bandolero e independentista siciliano, que ganó notoriedad en el desorden propiciado por la invasión de las fuerzas aliadas, en septiembre de 1943, durante la Segunda Guerra Mundial. 
Durante años, las fuerzas de la policía italiana emprendieron una incesante búsqueda para atrapar a Salvatore, debido a los numerosos asaltos y robos cometidos en toda la región italiana. Paulatinamente, consiguió adeptos a su causa, tantos que se formó una imagen idealizada en la cual era visto como un Robin Hood. Eric Hobsbawm lo describió como el último de los bandidos populares y el primero de la era de la TV. El fin de sus días le llegó al ser traicionado por su compañero de armas Gaspare Pisciotta, quien finalmente acabaría con su vida, preso del temor que le infundía el creer que Giuliano sabía de su traición.

## Salvatore Giuliano en el arte
- Salvatore Giuliano (1986), ópera de Lorenzo Ferrero.
- Mario Puzo escribió un libro titulado El Siciliano donde relata las distintas aventuras que tuvo Giuliano.
- Salvatore Giuliano (1962) film dirigido por Francesco Rossi, está considerada una de las grandes películas del cine político europeo. En ella se abordan hechos como la matanza de militantes del Partido Comunista en la masacre de Portella della Ginestra, en la cual Giuliano fue utilizado por la CIA y la Democracia Cristiana italiana.

- El Siciliano (1987), film dirigido por Michael Cimino, basado en la novela homónima de Mario Puzo.